# 이효영
이효영(1983년 6월 25일 ~ )은 대한민국의 레이싱 모델, 가수이다.

## 학력
- 명지전문대학 아동청소년복지과

## 개요
대한민국의 레이싱모델 및 가수이다.
어렸을 때부터 또래 친구들보다 키도 크고 모델일을 하면 잘할 수 있을 것 같다는 어머니의 권유로 모델일을 시작하였다.

## 가수로서의 활동들
2017년 11월 3일부터 활동명 ' 효영 '이라는 이름으로 가수로서의 활동을 시작했다.
첫곡인 ' 원샷 '을 시작으로 두번째 앨범 ' 못난 사람 '을 발매하였다.

## 레이싱모델 경력
- 2015년 - 서울 국제 자동차 모터쇼 닛산자동차 레이싱모델
- 2012년 - 한국타이어
- 2011년 - 티빙 슈퍼레이스 챔피언쉽 모델
- 2011년 - 쉐보레 레이싱팀
- 2011년 - 서울 국제 자동차 모터쇼 기아자동차 레이싱모델
- 2010년 - F1 코리아 그랑프리 레이싱모델
- 2010년 - 부산 국제 자동차 모터쇼 쌍용자동차 레이싱모델
- 2009년 - 서울 국제 자동차 모터쇼 기아자동차 레이싱모델

## 수상
- 2016년 - 레이싱 모델 어워즈 최우수상
- 2014년 - 제9회 아시아모델상시상식 레이싱모델상
- 2012년 - 제7회 아시아모델상시상식 베스트포즈상
- 2010년 - 미스에코코리아 포토제닉상
- 2009년 - 신인레이싱모델 선발대회 MS상
- 2009년 - 신인레이싱모델 선발대회 동상, 인기상